# 兵笠
兵笠，又名戰笠，是明代漢族及朝鲜民族傳統士兵帽飾。本是朝鮮王朝時期下级兩班所著，主要集中在今朝鮮半島西北部地區。直至萬曆朝鮮戰爭和1636年丙子胡亂過後，更被傳播至朝鮮全國。
这种帽也是明代士兵的帽，原型是宋元時期的軍帽。但在剃髮易服后在中国被禁只保留在朝鮮。戰笠上有不同羽毛與飾巾分别等級。

## 形象

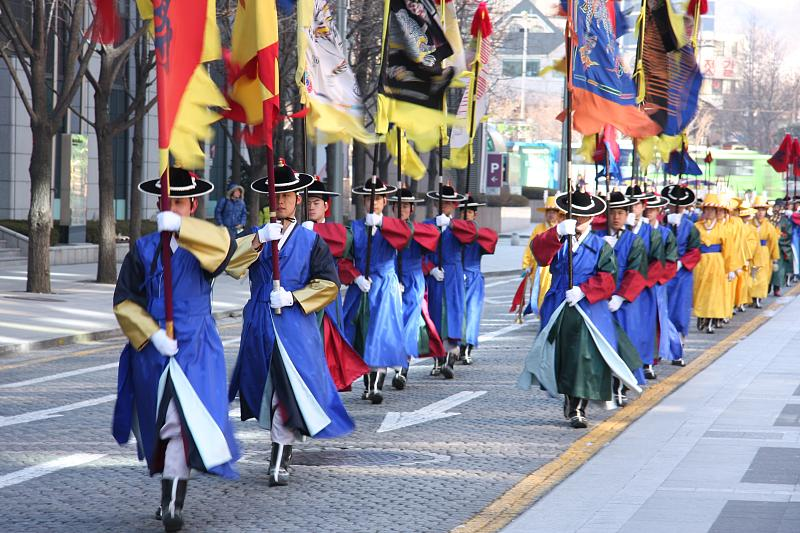
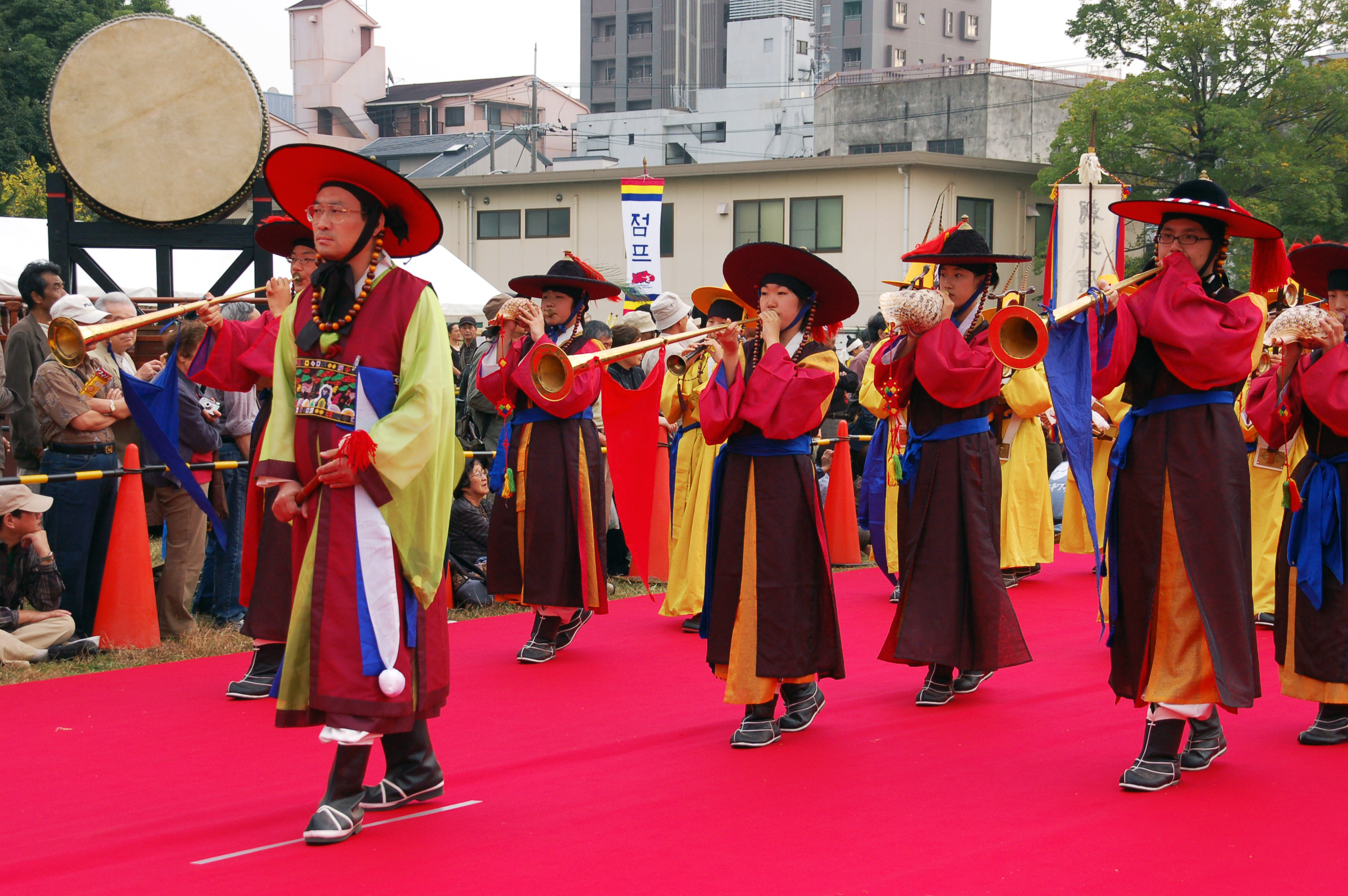
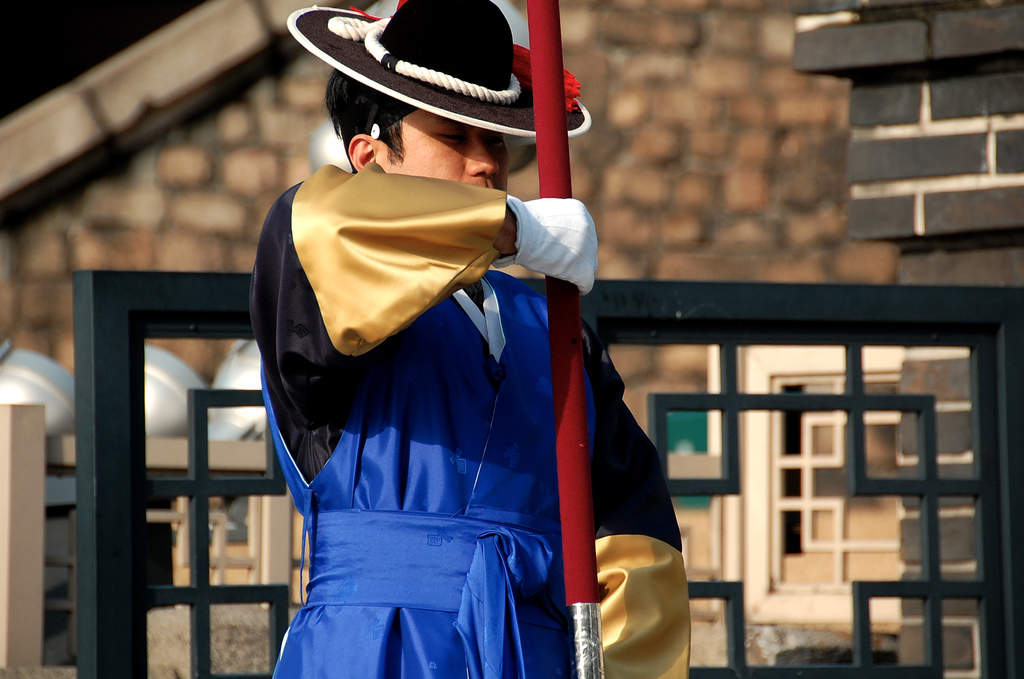